# André van Gils
André Embère Antoine  van Gils (Made en Drimmelen, 12 november 1925 – Benidorm, 18 mei 1998) was een Nederlands politicus van de KVP en later het CDA.
Hij groeide op in Made en Drimmelen waar zijn vader A.J.A. van Gils van 1919 tot 1943 burgemeester was. A.E.A. van Gils heeft gewerkt als referendaris bij de gemeentesecretarie van Oosterhout en studeerde daarnaast sociale wetenschappen bij de Katholieke Universiteit Nijmegen. In december 1964 werd hij benoemd tot burgemeester van Ossendrecht en rond 1970 is hij alsnog afgestudeerd. Hij bleef burgemeester van Ossendrecht tot zijn pensionering in 1990. Ruim zeven jaar later overleed hij op 72-jarige leeftijd in de Spaanse plaats Benidorm. In Ossendrecht is het Burgemeester van Gilshof naar hem vernoemd. Zijn tweeling broer Embère van Gils en hun jongere broer Joop van Gils waren eveneens burgemeester.